# Террейс
Террейс (англ. Terrace) — місто в Канаді, у провінції Британська Колумбія, у складі регіонального округу Кітімат-Стекін.

## Населення
За даними перепису 2016 року, місто нараховувало 11643 особи, показавши зростання на 1,4%, порівняно з 2011-м роком. Середня густина населення становила 203 осіб/км².
З офіційних мов обидвома одночасно володіли 725 жителів, тільки англійською — 10 635, тільки французькою — 10, а 75 — жодною з них. Усього 1330 осіб вважали рідною мовою не одну з офіційних, з них 75 — одну з корінних мов, а 10 — українську.
Працездатне населення становило 67,9% усього населення, рівень безробіття — 8,8% (9,6% серед чоловіків та 7,9% серед жінок). 90,3% осіб були найманими працівниками, а 8,3% — самозайнятими.
Середній дохід на особу становив $47 173 (медіана $37 609), при цьому для чоловіків — $56 918, а для жінок $37 724 (медіани — $48 305 та $31 260 відповідно).
27,6% мешканців мали закінчену шкільну освіту, не мали закінченої шкільної освіти — 21,3%, 50,9% мали післяшкільну освіту, з яких 33,3% мали диплом бакалавра, або вищий, 25 осіб мали вчений ступінь.
| Статево-вікова структура населення | Статево-вікова структура населення | Статево-вікова структура населення | Статево-вікова структура населення | Статево-вікова структура населення |
| ---------------------------------- | ---------------------------------- | ---------------------------------- | ---------------------------------- | ---------------------------------- |
|                                    |                                    |                                    |                                    |                                    |
| Всього                             | Всього                             | 49,7%50,3%                         |                                    |                                    |
| 0 — 14 років                       | 0 — 14 років                       |                                    | 18,6%                              | 18,6%                              |
| 15 — 64 років                      | 15 — 64 років                      |                                    | 66,5%                              | 66,5%                              |
| 65 і більше                        | 65 і більше                        |                                    | 14,9%                              | 14,9%                              |
| 85 і більше                        | 85 і більше                        |                                    | 1,7%                               | 1,7%                               |
| 100 і більше                       | 100 і більше                       |                                    | 0%                                 | 0%                                 |
| Середній вік (років)               | Середній вік (років)               | 38,440,1                           | 39,2                               | 39,2                               |
| Медіана (років)                    | Медіана (років)                    | 37,340,4                           | 38,8                               | 38,8                               |
| — чоловіки — жінки                 |                                    |                                    |                                    |                                    |

| Походження мешканців:     | Походження мешканців:     | Походження мешканців: | Походження мешканців: | Походження мешканців: |
| ------------------------- | ------------------------- | --------------------- | --------------------- | --------------------- |
| Походження                |                           |                       | осіб                  | %                     |
| Корінні американці        | Корінні американці        |                       | 2 535                 | 22.24%                |
| Інше північноамериканське | Інше північноамериканське |                       | 3 370                 | 29.56%                |
| Європейське               | Європейське               |                       | 8 160                 | 71.58%                |
| британське                | британське                |                       | 4 950                 | 43.42%                |
| французьке                | французьке                |                       | 1 460                 | 12.81%                |
| українське                | українське                |                       | 610                   | 5.35%                 |
| Латинськоамериканське     | Латинськоамериканське     |                       | 105                   | 0.92%                 |
| Карибське                 | Карибське                 |                       | 20                    | 0.18%                 |
| Африканське               | Африканське               |                       | 135                   | 1.18%                 |
| Азійське                  | Азійське                  |                       | 780                   | 6.84%                 |
| Океанійське               | Океанійське               |                       | 45                    | 0.39%                 |

| Зайнятість населення за галузями (за класифікацією NOC): | Зайнятість населення за галузями (за класифікацією NOC): | Зайнятість населення за галузями (за класифікацією NOC): | Зайнятість населення за галузями (за класифікацією NOC): | Зайнятість населення за галузями (за класифікацією NOC): |
| -------------------------------------------------------- | -------------------------------------------------------- | -------------------------------------------------------- | -------------------------------------------------------- | -------------------------------------------------------- |
|                                                          |                                                          |                                                          |                                                          |                                                          |
| Управління                                               | Управління                                               |                                                          | 10%                                                      | 10%                                                      |
| Бізнес, фінанси та адміністрування                       | Бізнес, фінанси та адміністрування                       |                                                          | 12,6%                                                    | 12,6%                                                    |
| Природничі та прикладні науки                            | Природничі та прикладні науки                            |                                                          | 6,5%                                                     | 6,5%                                                     |
| Охорона здоров'я                                         | Охорона здоров'я                                         |                                                          | 7,4%                                                     | 7,4%                                                     |
| Освіта, правозахист, муніципальні та урядові служби      | Освіта, правозахист, муніципальні та урядові служби      |                                                          | 14,5%                                                    | 14,5%                                                    |
| Мистецтво, культура, відпочинок та спорт                 | Мистецтво, культура, відпочинок та спорт                 |                                                          | 2,3%                                                     | 2,3%                                                     |
| Роздрібна торгівля та послуги                            | Роздрібна торгівля та послуги                            |                                                          | 26%                                                      | 26%                                                      |
| Гуртова торгівля, транспорт та обладнання                | Гуртова торгівля, транспорт та обладнання                |                                                          | 16,4%                                                    | 16,4%                                                    |
| Природні ресурси, сільське господарство                  | Природні ресурси, сільське господарство                  |                                                          | 2%                                                       | 2%                                                       |
| Виробництво                                              | Виробництво                                              |                                                          | 2,3%                                                     | 2,3%                                                     |

## Клімат
Місто знаходиться у зоні, котра характеризується вологим континентальним кліматом з теплим літом. Найтепліший місяць — липень із середньою температурою 16.5 °C (61.7 °F). Найхолодніший місяць — січень, із середньою температурою -3.1 °С (26.5 °F).
| Клімат Террейса         | Клімат Террейса | Клімат Террейса | Клімат Террейса | Клімат Террейса | Клімат Террейса | Клімат Террейса | Клімат Террейса | Клімат Террейса | Клімат Террейса | Клімат Террейса | Клімат Террейса | Клімат Террейса | Клімат Террейса |
| Показник                | Січ.            | Лют.            | Бер.            | Квіт.           | Трав.           | Черв.           | Лип.            | Серп.           | Вер.            | Жовт.           | Лист.           | Груд.           | Рік             |
| Абсолютний максимум, °C | 9,4             | 12,7            | 16,9            | 26              | 34,6            | 36,5            | 37,3            | 36,2            | 32,2            | 21,4            | 13,4            | 11,3            | 37,3            |
| Середній максимум, °C   | −1,1            | 1,7             | 5,8             | 10,8            | 15,7            | 19,1            | 21,4            | 21,1            | 16              | 9               | 2,6             | −0,8            | 10,1            |
| Середня температура, °C | −3              | −0,9            | 2,4             | 6,3             | 10,6            | 14,2            | 16,5            | 16,3            | 12,1            | 6,4             | 0,7             | −2,6            | 6,6             |
| Середній мінімум, °C    | −5              | −3,4            | −1,1            | 1,7             | 5,5             | 9,2             | 11,6            | 11,5            | 8,2             | 3,7             | −1,1            | −4,5            | 3               |
| Абсолютний мінімум, °C  | −25             | −25             | −19,4           | −8,3            | −2,2            | 0,6             | 3,3             | 2,8             | −1,4            | −13,5           | −25,3           | −26,7           | −26,7           |
| Норма опадів, мм        | 173.5           | 110.6           | 92.3            | 73.7            | 56.4            | 50.8            | 52.8            | 61.2            | 111.5           | 190.3           | 187.1           | 180.9           | 1340.8          |
| Днів з опадами          | 19,1            | 16,5            | 16,9            | 15,3            | 14,4            | 14,9            | 13,6            | 13,2            | 15,7            | 21,6            | 21              | 21,4            | 203,7           |
| Днів з дощем            | 11,7            | 10              | 13,3            | 14,4            | 14,8            | 14,7            | 14,1            | 13,4            | 16,6            | 21,7            | 16,8            | 11,1            | 172,4           |
| Днів зі снігом          | 14,6            | 10,8            | 9,1             | 3,6             | 0,3             | 0               | 0               | 0               | 0               | 1,5             | 11,4            | 16,6            | 67,9            |
| ----------------------- | --------------- | --------------- | --------------- | --------------- | --------------- | --------------- | --------------- | --------------- | --------------- | --------------- | --------------- | --------------- | --------------- |
| Джерело: Weatherbase    |                 |                 |                 |                 |                 |                 |                 |                 |                 |                 |                 |                 |                 |